# Sinjajevina
Le Sinjajevina (autrefois Sinjavina) est un massif des Alpes dinariques situé au Monténégro.

## Géographie

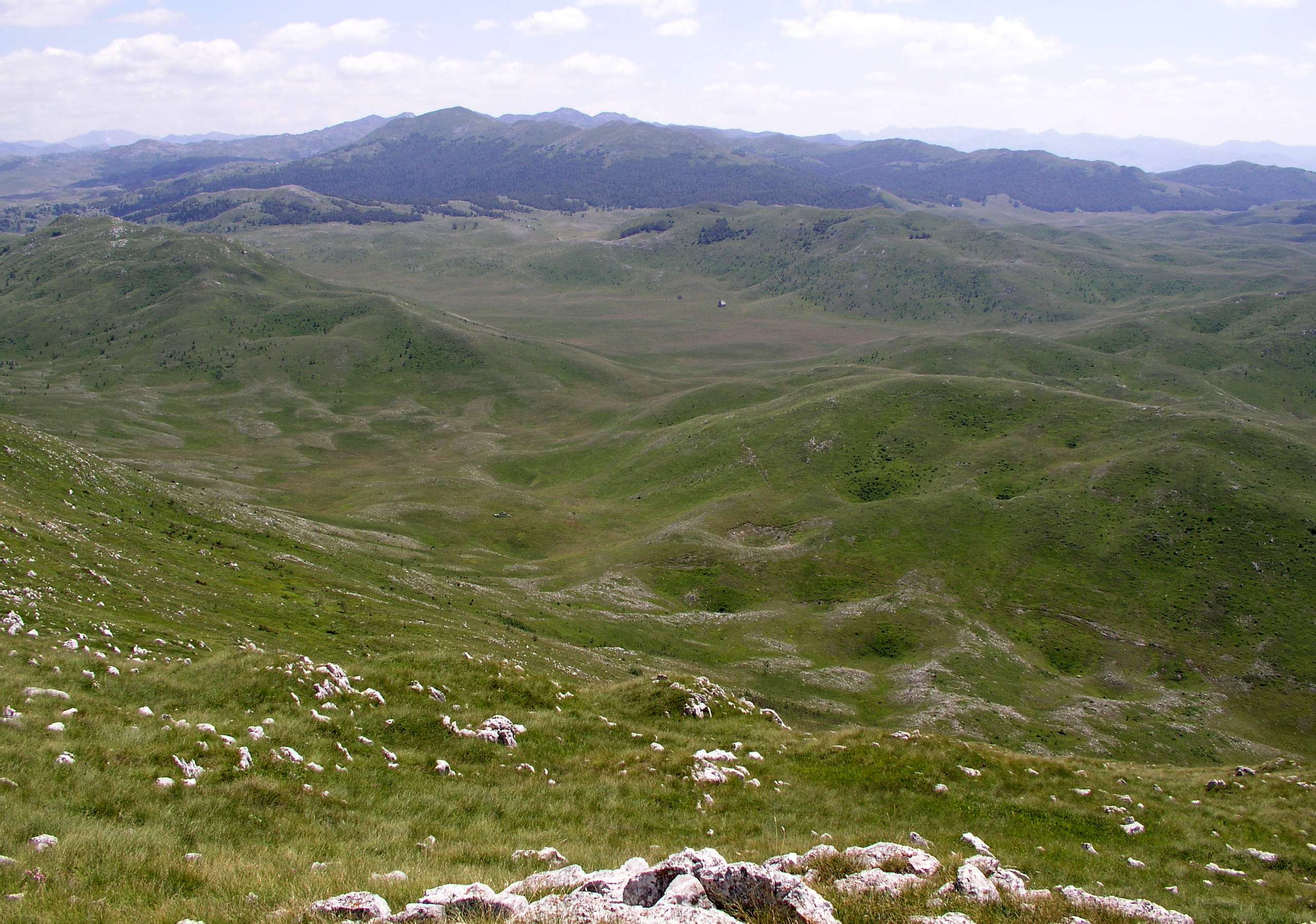
Partie nord-ouest du massif du Sinjajevina vue depuis Velika Orujica (1788 m).

Le massif s'étire du nord-ouest au sud-est entre les rivières Tara, Morača, Bukovica et Tusinja, dans le prolongement oriental du Durmitor et du Jezerska povrs (le « plateau des lacs »). Il a été sculpté par de puissants glaciers. Le modelé karstique (roche calcaire) se traduit par des dolines, mais la plupart des dépressions sont colmatées et recouvertes par des colluvions ou dépôts glaciaires qui masquent une partie du relief originel. Il abrite deux lacs glaciaires en voie de disparition : le Zabojsko jezero (1 486 m) et le Zminicko jezero (1 295 m).
Le massif de la Sinjajevina est quasiment dépourvu d'arbres et uniquement constitué de pâturages, notamment dans la partie nord-ouest où les sommets sont moins élevés. Les plus hauts sommets du massif, dont Babji zub (2 227 mètres), se situent principalement au sud-est.
Ses principaux sommets sont :
- Babji zub (2 277 m)
- Jablanov vrh (2 203 m)
- Gradiste (2 174 m)
- Sto (2 172 m)
- Savina greda (2 101 m)
- Veliki Pecarac (2 042 m)
- Veliki Starac (2 022 m)
- Babin vrh (2 013 m)
- Sto (1 959 m)
- Korman (1 923 m)
- Mali Starac (1 921 m)

## Histoire
Le gouvernement monténégrin décide en 2019 de construire un terrain militaire dans le Sinjavina avec le soutien de l’OTAN. La population locale, rejointe par les écologistes et des religieux, tente de s'y opposer en occupant les terrains.